# Любуцький мир
Лю́буцький мир — мирний договір, укладений в середині липня 1372 року поблизу міста Любуцьк між великими князями литовськими Ольгердом та Кейстутом з одного боку та великим князем московським Дмитром Івановичем (Донським) та князем серпуховським Володимиром Андрійовичем з іншого боку. З боку Великого князівства Литовського також брав участь князь тверський князь Михайло Олександрович.
Договір завершив московсько-литовську війну 1368—1372 років.
Укладений після невдалої для литовсько-тверського війська сутички передових загонів коло Любуцька та кількаденного стояння сторін на протилежних сторонах глибокого яру.
Як повідомляє Супрасльський літопис, це був за своїм характером «вічний мир», який підтвердив протекторат Литви над Тверським князівством та довоєнні межі держав.